# 赫芙琳·哈拉夫
赫芙琳·哈拉夫（：‎，阿拉伯语：‎，1984年11月15日—2019年10月12日）是一名敘利亞庫德族政治人物及土木工程師。哈拉夫曾任敘利亞未來黨秘書長。2019年10月12日，土耳其進軍敘利亞東北部期間，被土耳其支持的埃爾沙爾基亞武裝分子在泰勒艾卜耶德南部的M4公路附近處決。

## 早年生活與教育
哈拉夫於1984年11月15日出生於馬利基耶。哈拉夫的母親Sûad曾參與與阿卜杜拉·奧賈蘭的會議，並對其兒女造成了深遠的影響。她和四位兄弟皆自幼接觸政治運動與思想，並與妹妹Zozan皆參與庫德族解放運動，並且皆已身亡。2009年，哈拉夫自阿勒頗大學畢業，取得土木工程學位。

## 職業生涯
畢業後不久，哈拉夫返回馬利基耶。當羅賈瓦衝突爆發時，她致力於建立促進公民社會發展的機構，並開始管理其中一個經濟委員會之一，並使他在羅賈瓦內聲名鵲起。2012年，她參與創立「科學與自由思想基金會」。

### 敘利亞未來黨
2016年，哈拉夫成為能源機構的共同主席。2017年，其所屬的敘利亞未來黨從伊斯蘭國手中收復拉卡後，參與了敘利亞北部的行政管理。哈拉夫參與了與美國、法國及其他代表團的談判，以其外交能力聞名。她也致力於促進境內基督徒、阿拉伯人、库尔德人之間的族群和諧。

## 遇害
2019年10月12日，哈拉夫在M4公路遭土耳其支持的武裝分子攔截，並遭到處決。其遺體經驗屍報告顯示，她在頭部及左腿遭到鈍器擊打，導致腿部多處骨折，背部亦有銳器傷痕。她的頭髮被人拖拽至部分脫落，並遭槍擊致死。

## 外部連結
- Rowshan Qasim: Who is the Kurdish political leader Hevrin? 的存檔，存档日期15 October 2019. 7dnews.com, 14 October 2019